# Sebastián Elorza
Sebastián Elorza Uria, nacido el 17 de enero de 1939 en Azcoitia (Guipúzcoa), es un exciclista español, profesional entre 1962 y 1971.

## Palmarés
1962
- Clásica de Ordizia

1964
- Circuito de Guecho

1965
- Gran Premio de la Bicicleta Eibarresa, más 1 etapa

1969
- 1 etapa de la Vuelta a La Rioja

## Resultados en las grandes vueltas
| Carrera         | 1962 | 1963 | 1964 | 1965 | 1966 | 1967 | 1968 | 1969 | 1970 | 1971 |
| --------------- | ---- | ---- | ---- | ---- | ---- | ---- | ---- | ---- | ---- | ---- |
| Giro de Italia  | -    | -    | -    | -    | -    | 45.º | -    | -    | -    | -    |
| Tour de Francia | -    | 36.º | 23.º | 26.º | 31.º | Ab.  | 38.º | -    | -    | -    |
| Vuelta a España | -    | -    | 11.º | 17.º | 11.º | -    | 25.º | -    | -    | -    |
| Mundial en Ruta | -    | -    | 26.º | -    | -    | -    | -    | -    | -    | -    |

-: no participa

Ab.: abandono

## Equipos
- Funcor - Munguia (1962)
- KAS (1963-1971)